# José Carlos Huayhuaca
José Carlos Huayhuaca del Pino (Cuzco, 1949) es un escritor, guionista, director de cine, director de televisión y profesor universitario peruano.

## Biografía
Además es escritor de ensayos sobre temas estéticos y culturales. Durante dos años codirigió Butaca N, programa televisivo de crítica de cine. 
En 1992, ganó la beca Guggenheim; en 1996, el Primer Premio en el Concurso Nacional de Proyectos Cinematográficos (CONACINE).
Actualmente es profesor investigador en la Universidad de Lima y enseña análisis cinematográfico en la Pontificia Universidad Católica del Perú.

## Filmografía

### Cine
- Cuentos Inmorales[5] (1978) - Director y guionista del segmento "Intriga Familiar".
- Aventuras prohibidas (1980) - Director y guionista del segmento.
- Profesión: Detective[6][7] (1986) - Director y Coguionista.
- Un matrimonio respetable (2005) - Director y guionista "Cortometraje".

### Televisión
- Gamboa (1983-1987) - Director de la primera temporada.
- Carmín (1984-1986) - Director de la tercera temporada.

## Obras publicadas
- El enigma de la pantalla (1989)

- Martín Chambi, fotógrafo (1991)

- Hombres de la frontera (2001)

- Cine escrito. Guiones para filmar (2004)

- Una grieta a lo sublime: Viaje a Italia de Roberto Rossellini (2006)

- ¡Vamos al cine! (2008)
- Elogios de la luz y otros amores[8][9] (2012)